# براندون هوغن
براندون هوغن (بالإنجليزية: Brandon Hogan)‏ هو لاعب كرة القدم الكندية أمريكي، ولد في 1 أبريل 1988 في ماناساس في الولايات المتحدة.

## وصلات خارجية
- براندون هوغن على موقع مرجع كرة القدم المحترفة.كوم (الإنجليزية)